# Vincenzo Lambertini

Vincenzo Lambertini (Molfetta, 7 maggio 1970) è un allenatore di calcio ed ex calciatore italiano, di ruolo difensore, tecnico in seconda dell'Aquila.

## Carriera
Cresciuto calcisticamente nel Bisceglie, dove gioca quattro stagioni in Serie C2 tra il 1988 e il 1992, in seguito gioca ancora nella stessa categoria per un altro anno e mezzo con la maglia del Licata.
Tra il 1993 ed il 1995 milita in Serie C1 con il Siracusa.
Nel 1995 approda in Serie B con la maglia del Brescia, prima di scendere un anno in Serie C1 con il Casarano. Dal 1997 torna in Serie B giocando nell'ordine con il Cagliari (un anno ottenendo la promozione in massima serie), con il Pescara (due anni) e con la Pistoiese (due anni).
Dal 2003 torna in Serie C1 con il Chieti con cui milita per tre stagioni.
In totale ha giocato 136 partite (con 5 reti) in Serie B.